# Aristobia vietnamensis
Aristobia vietnamensis är en skalbaggsart som beskrevs av Stefan von Breuning 1972. Aristobia vietnamensis ingår i släktet Aristobia och familjen långhorningar. Inga underarter finns listade.